# Liste du patrimoine mondial au Rwanda
Cet article recense les sites inscrits au patrimoine mondial au Rwanda.

## Statistiques
Le Rwanda accepte la Convention pour la protection du patrimoine mondial, culturel et naturel le 28 décembre 2000.
En 2023, le Rwanda obtient l'inscription de ses deux premiers sites au patrimoine mondial, lors de la 45ème session du Comité du patrimoine mondial qui s'est tenu à Riyad. Le pays ne comporte plus à cette date de sites inscrits à sa liste indicative.
Fin 2023, le Rwnada compte 2 sites inscrits au patrimoine mondial, 1 culture et 1 naturel.

## Listes

### Patrimoine mondial
Les sites suivants sont inscrits au patrimoine mondial.
| Id.  | Site                                                                    | Province                      | Année | Superficie (ha) | Critères et notes | Coordonnées | Illus. |
| ---- | ----------------------------------------------------------------------- | ----------------------------- | ----- | --------------- | --- | --- | ------ |
| 1697 | Parc national de Nyungwe                                                | Ouest, Sud                    | 2023  | 101 963,67      | Naturel, (x) Comprend 3 sites distincts : forêt nationale de Nyungwe, forêt naturelle de Cyamudongo, forêt naturelle de Gisakura | 2° 33′ 19,08″ sud, 29° 14′ 50,4″ est                                                                                             |        |
| 1586 | Sites memoriaux du genocide (de) : Nyamata, Murambi, Gisozi et Bisesero | Est, Ouest, Sud, Kigali Ville | 2023  | 24,65           | Culturel, (vi) Comprend 5 sites distincts : Nyamata, Murambi, Gisozi A, Gisozi B et Bisesero                                     | 2° 08′ 56″ nord, 30° 05′ 35″ est 2° 27′ 35″ sud, 29° 34′ 06″ est 2° 10′ 44″ sud, 29° 20′ 17″ est 1° 56′ 10″ sud, 30° 03′ 38″ est |        |

### Liste indicative
Depuis septembre 2023, le Rwanda n'a aucun site désigné dans sa liste indicative.